# Saperda mellancholica
Saperda mellancholica es una especie de escarabajo longicornio del género Saperda, tribu Saperdini, subfamilia  Lamiinae. Fue descrita científicamente por Montrouzier en 1855.

## Descripción
Mide 13,5 milímetros de longitud.

## Distribución
Se distribuye por Papúa Nueva Guinea.